# Most Chabarowski
Most Chabarowski – most drogowo-kolejowy nad rzeką Amur, w pobliżu Chabarowska, w syberyjskiej części Rosji. Wiedzie przez niego linia Kolei Transsyberyjskiej. Most ma 2590 metrów długości, przez dziesięciolecia był najdłuższym mostem Imperium Rosyjskiego, Związku Radzieckiego i Azji.
Budowa mostu została wyceniona na 13 500 000 rubli rosyjskich przez wybitnego konstruktora mostów Ławra Proskurjakowa na czas 26 miesięcy. Rozpoczęcie budowy nastąpiło 30 lipca 1913, jednak po roku ją przerwano ze względu na wybuch I wojny światowej. Przęsła mostu zostały wyprodukowane w Warszawie, musiały one zostać doprowadzone do Chabarowska drogą morską dookoła Eurazji. Jesienią 1914 statek przewożący ostatnie dwa przęsła został zatopiony na Oceanie Indyjskim przez niemiecki krążownik „Emden”. Most oficjalnie oddano do użytku 5 października 1916 jako Most Aleksiejewski na cześć księcia. Inwestycją kierował m.in. Polak Antoni Jabłoński z warszawskiego przedsiębiorstwa K. Rudzki i S-ka.
Pięć lat później, podczas rosyjskiej wojny domowej, dwa z osiemnastu przęseł zostały wysadzone przez wycofującą się Armię Czerwoną. Most został naprawiony w 1925 roku i funkcjonował do gruntownej przebudowy w 1999, kiedy nowy most został wybudowany obok starego przeprowadzając ruch samochodowy i kolejowy na dwóch poziomach.